# Installationszone
Installationszone (DIN) oder Verlegezone bezeichnet den Bereich in Wänden, Decken und Fußböden, in dem elektrische Leitungen als Teile der Elektroinstallation verlegt werden sollen, die bis zu 6 cm unterhalb der fertigen Oberfläche verlaufen.

## Situation in Deutschland

### Allgemeine Verlegevorschriften
Bei verdeckter Leitungsverlegung – unter Putz oder hinter Verkleidungen – hat die Leitungsführung gemäß DIN 18015-3 in normierten Zonen zu erfolgen. Damit wird sichergestellt, dass eine elektrische Leitung nicht versehentlich angebohrt wird. Die DIN 18015 legt auch Installationszonen auf und unter Decken fest.
In Wänden sind Leitungen nur senkrecht oder waagerecht zu verlegen. In Decken ist der Leitungsweg nicht exakt vorgeschrieben, hier dürfen die Leitungen auf dem kürzesten Weg verlegt werden.
Waagerecht in Wänden verlegte Leitungen sollen in einer Zone verlegt werden, die im Bereich zwischen 15 und 45 cm über dem fertigen Fußboden, bzw. 15 bis 45 cm unter der fertigen Deckenfläche verläuft. Vorzugsweise soll zur Installation von Steckdosen, Verteilerdosen und waagerechten Leitungen die Mitte der Zone gewählt werden.
Senkrecht in Wänden verlegte Leitungen sollen in einer Zone verlegt werden, die im Bereich zwischen 10 und 30 cm neben Rohbaukanten oder Rohbauecken sowie neben Fenstern und an der Griffseite von Türen verläuft. Vorzugsweise sollen Steckdosen, Lichtschalter und senkrechte Leitungen nicht in der Mitte der Zone, sondern in einem ein Abstand von 15 cm von der Kante verlegt werden.
Steckdosen, Schalter, Geräteanschlüsse und Abzweigdosen, die außerhalb dieser Bereiche liegen, sollen mit einer senkrechten Stichleitung aus der am nächsten gelegenen waagerechten Installationszone versorgt werden. Waagerechte Stichleitungen sind nicht üblich.

### Installationszonen Wohnraum

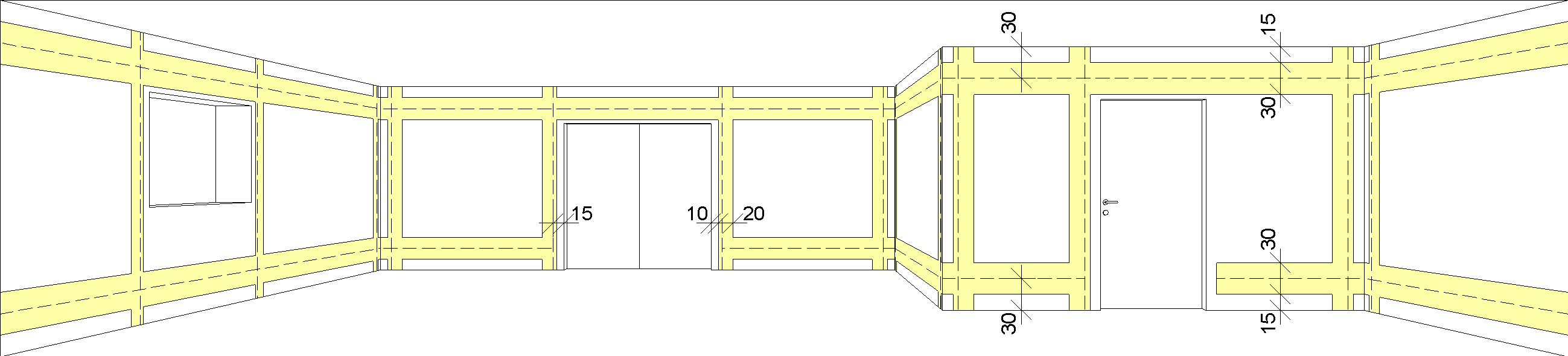
Verlegezonen im Wohnraum, Vorzugsmaß als Strichlinie

Für allgemeine Wohnräume gilt die oben beschriebene 30 cm breite, waagerechte Verlegezone mit einem Abstand von 15 cm zum Fußboden oder zur Decke.
Die senkrechten, 20 cm breiten Verlegezonen befinden sich in einem Abstand von 10 cm zu allen Rohbaukanten und -ecken, beidseitig von Fenstern und auf der Griffseite von Türen. Bei Türen mit zwei Flügeln befindet sich auf beiden Seiten eine senkrechte Installationszone.
Befinden sich Schalter oder Steckdosen in Griffhöhe, z. B. neben Türen, sollte der oberste Schalter oder die oberste Steckdose mittig 105 cm über dem Fußboden installiert werden. Überlappt sich eine Wandöffnung, wie eine Tür oder ein Fenster, mit einer Installationszone, so entfällt diese.
Oberhalb von Türen muss ein Mindestabstand von 10 cm eingehalten werden, wodurch sich die Breite der Installationszone bei niedrigen Räumen unter Umständen verringert.

### Installationszonen in Räumen mit Arbeitsflächen

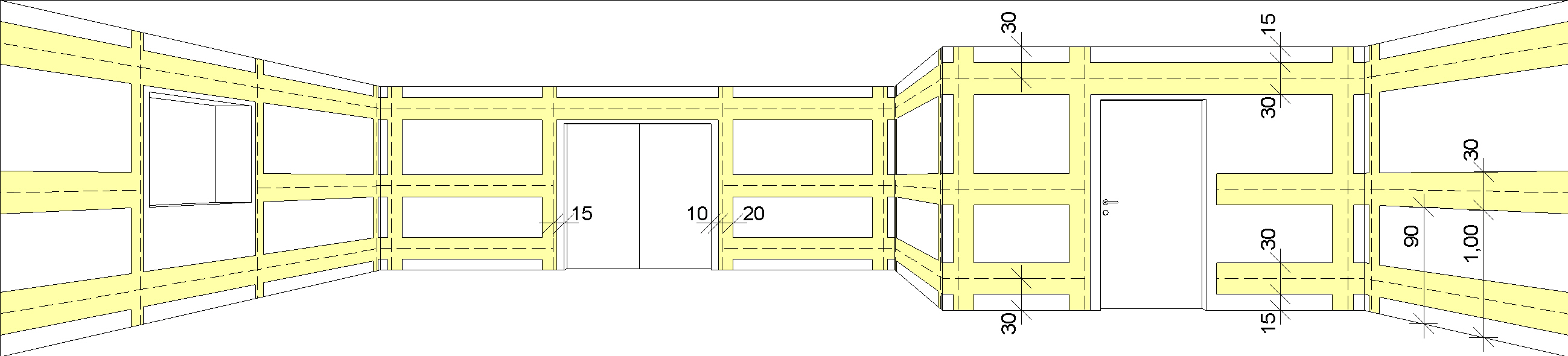
Verlegezonen und gestricheltes Vorzugsmaß in Räumen mit Arbeitsflächen vor den Wänden. Eingetragen ist sowohl die vor 2007 geltende 90-cm-Linie, als auch die neue 1-m-Linie.

In Küchen, Hobby- und Arbeitsräumen, in denen vor der Wand eine Arbeitsplatte bzw. Arbeitsfläche vorgesehen ist, ist eine zusätzliche mittlere Installationszone vorgesehen, die von 100 cm bis 130 cm reicht, gemessen vom fertigen Fußboden aus. Die Vorzugshöhe für die Installation von Schaltern, Steckdosen und Leitungen in dieser Zone beträgt 115 cm.
Bis 2007 lag die mittlere Installationszone im Bereich von 90 cm bis 120 cm. Die Vorzugshöhe für Schalter und Steckdosen lag auch damals bei 115 cm, jedoch lag die Vorzugshöhe für Unterputzleitungen bei 100 cm.

### Hinweise und Ausnahmen
Hindernisse, die im Bereich der Installationszone liegen, dürfen mit den Leitungen umfahren werden.
Unter Dachschrägen verläuft die Installationszone parallel zur Deckenschräge.
Von den Installationszonen darf abgewichen werden, wenn Leitungen mindestens 6 cm tief verlegt oder in Hohlräumen so geführt werden, dass sie ausweichen können, wenn sie beim Ausführen einer Bohrung vom Bohrwerkzeug berührt werden.
Die Leitungsführung innerhalb metallischer Stahl- und Trockenbauprofile, Lüftungskanäle, Schornsteinzüge und -wangen ist nicht zulässig.
Bei Durchführungen durch scharfkantige Metallprofile ist ein Kantenschutz vorzusehen.

### Installationszonen in Decke und Fußboden
Nach der DIN VDE 0100-520 können elektrische Leitungen in Decke und Fußboden auf kürzestem Wege und auch diagonal verlegt werden. Innerhalb der Deckenkonstruktion sowie im Estrich erlaubt dies auch die DIN 18015. Bei der Verlegung in schwimmendem Estrich ist es ratsam, einen Abstand von 20 cm zu Sanitärleitungen und ähnlichem einzuhalten, um die Stabilität des Estrichs nicht zu gefährden.
Für die Verlegung unterhalb der Decke sowie unter dem Fußboden sieht die DIN 18015-3 jedoch seit 2007 30 cm breite Installationszonen vor, die einen Abstand von 20 cm zu den Wänden einhalten. Bei der Durchführung durch Türöffnungen ist beidseitig ein Abstand von 15 cm zur Wand einzuhalten.

### Installationszonen und Schutzbereiche Bad

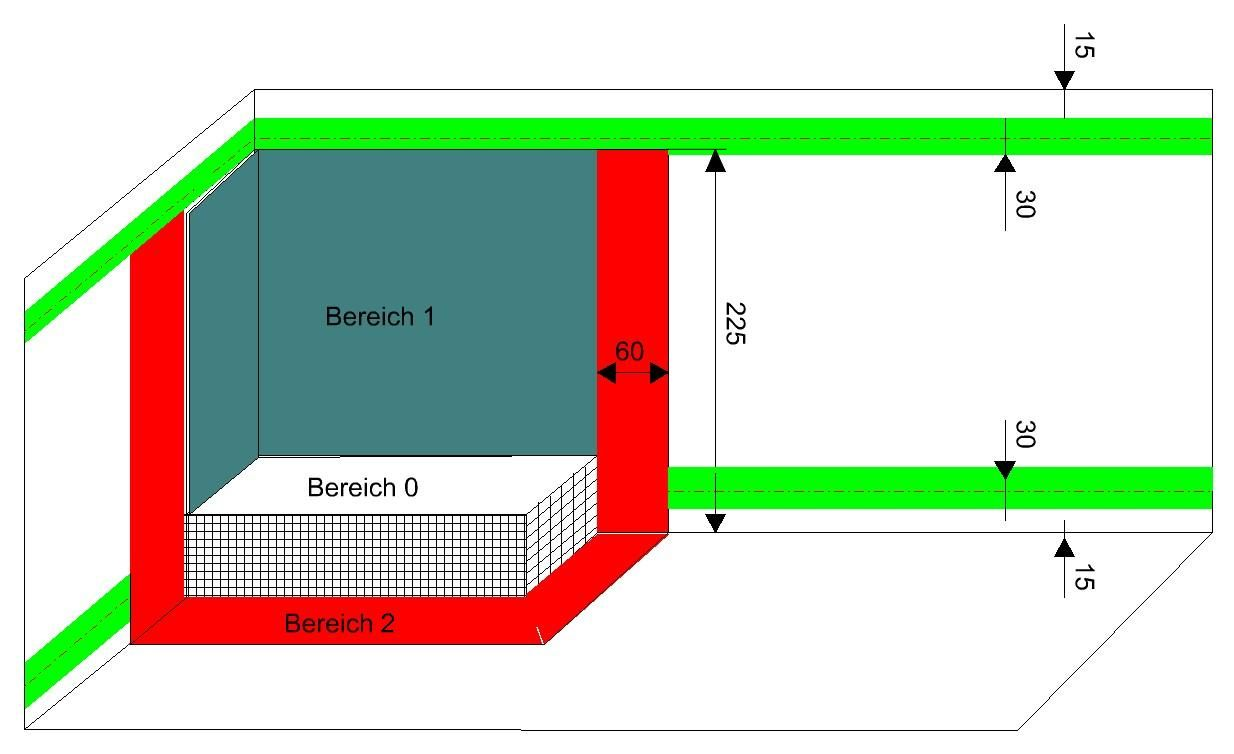
Verlegezonen im Bad

Obwohl in Räumen mit Badewanne oder Dusche Feuchtigkeit auftritt, gelten diese in der Regel nicht als Nassräume. In diesen Räumen besteht jedoch eine besondere Gefährdung dadurch, dass Feuchtigkeit den menschlichen Körperwiderstand deutlich verringert, so dass bei einer Verbindung mit dem Erdpotential bereits durch kleinere Berührungsspannungen gefährliche Ströme durch den menschlichen Körper fließen können.
Die Anforderungen an die Elektroinstallation sind in der DIN-Norm DIN VDE 0100-701:2008-10 festgelegt. Für Schwimmbäder und Saunen gilt die DIN VDE 0100-702.
Die für andere Räume vorgesehene untere und mittlere Verlegezone entfällt in Wohnräumen mit Nassbereich. Quer laufende Leitungen sollen lediglich in der oberen, 30 cm hohen Installationszone verlegt werden, die 15 cm unterhalb der Decke beginnt.
Es werden verschiedene Schutzzonen bzw. Schutzbereiche unterschieden:
- Schutzbereich 0: Der Schutzbereich 0 definiert den Innenbereich einer Badewanne oder Dusche mit Wanne. Bei Duschen ohne Wanne (ebenerdige Duschen) gibt es keinen Schutzbereich 0. Es gilt dann ein Radius von 120 cm um den Duschkopf als Schutzbereich 1.

Im Schutzbereich 0 sind elektrische Betriebsmittel erlaubt, die einen Schutzgrad von mindestens IPX7 aufweisen. Installationsgeräte wie Steckdosen, Abzweigdosen etc. sind im Schutzbereich 0 nicht zugelassen. Elektrische Verbrauchsmittel dürfen im Schutzbereich 0 nur dann betrieben werden, wenn ihre Betriebsspannung höchstens 12 V Wechselspannung oder 30 V Gleichspannung beträgt (der versorgende Trafo muss außerhalb von Schutzbereich 1 liegen), die fest angeschlossen und vom Hersteller dafür zugelassen sind (z. B. Badewannenheizung).
- Schutzbereich 1: Der Schutzbereich 1 erstreckt sich über dem Schutzbereich 0 bis auf eine Höhe von mindestens 2,25 m über dem Fußboden oder bis zur Höhe des höchsten fest angebrachten Brausekopfes oder Wasserauslasses.[7] Er gilt für die Flächen unmittelbar über und unterhalb von Badewanne oder Dusche bis zu deren Aufstellfläche.

Im Schutzbereich 1 sind elektrische Verbrauchsmittel nur erlaubt, wenn sie vom Hersteller für diese Verwendung freigegeben werden und es sich um fest angeschlossene Wassererwärmer, Whirlpool- und Abwasserpumpen oder Abluftgeräte handelt.
Andere Verbrauchsmittel oder Installationsgeräte sind erlaubt, wenn deren Betriebsspannung 25 V Wechselspannung oder 60 V Gleichspannung nicht überschreitet. Auch hier müssen die Spannungsquellen zur Versorgung außerhalb von Schutzbereich 0 oder 1 angebracht werden.
Elektrische Betriebsmittel sind erlaubt, die einen Schutzgrad von mindestens IPX4 aufweisen (IPX5 bei Beaufschlagung mit Strahlwasser).
- Schutzbereich 2: Der Schutzbereich 2 gilt an den Wänden bis zu einer Höhe von mindestens 2,25 m ab Fußbodenoberkante oder bis zur Höhe des höchsten fest angebrachten Brausekopfes oder Wasserauslasses.

Seitlich reicht er 60 cm über den Schutzbereich 1 hinaus. Wenn Dusche oder Badewanne durch „fest angebrachte Abtrennungen“ begrenzt werden, „deren Entfernen eine bauliche Veränderung zur Folge hat“, so werden die 60 cm ab der Wanne horizontal an der Abtrennung entlang gemessen. Es gilt der Umgreifradius, der ermittelt wird, indem ein 60 cm langer Faden an der Abtrennungswand entlang gelegt wird und gegebenenfalls auch deren Richtungswechsel folgt. Falls die Abtrennung unterhalb oberen Begrenzung des Schutzbereichs 2 endet, so muss hier analog ein Übergreifradius ermittelt werden (gegebenenfalls mittels Faden).
Es gelten die Forderungen wie in Schutzbereich 1. Zusätzlich ist hier die Installation von Leuchten und der Festanschluss von Waschmaschinen möglich. Nicht erlaubt sind Steckdosen und Schalter.
Kabel und Leitungen müssen an die entsprechenden Betriebsmittel von hinten oder von oben herangeführt werden. In den Schutzbereichen 0, 1 und 2 dürfen nur Kabel und Leitungen verlegt werden, die zur Versorgung der dort liegenden Betriebsmittel dienen. Der Schutzbereich wirkt auch 6 cm in die Wand hinein und erfordert somit, neben den Auswirkungen auf die offensichtlich innerhalb des Bades verlaufenden Leitungen, dass zu Leitungen in Nachbarräumen eine mineralische Restwanddicke von mindestens 6 cm eingehalten werden muss, da diese ansonsten als im entsprechenden Schutzbereich liegend gelten würden und somit nicht dort verlegt werden dürften.
Um die Bewohner vor gefährlichen Körperströmen zu schützen, müssen Stromkreise in diesen Räumen mit einem Schutzleiter und mit einem Fehlerstromschutzschalter mit einer Auslösestromdifferenz von höchstens 30 mA ausgestattet sein.
Ausnahme für Deutschland: In der DIN VDE 0100-701 sind Stromkreise für die ausschließliche Versorgung von fest angebrachten und fest angeschlossenen Wassererwärmern (selbst im Schutzbereich 1 und 2) vom Schutz durch Fehlerstrom-Schutzeinrichtungen (Residual-current device = RCD) mit einem Bemessungsdifferenzstrom nicht größer als 30 mA ausgenommen. Bei den übrigen CENELEC-Mitgliedern fehlt diese Ausnahme. Bei dieser abweichenden Regel für Deutschland ist allerdings zu beachten, dass gemäß DIN VDE 0100-410:2007-06 die neue Abschaltzeit von 0,4 s in TN-Systemen einzuhalten ist. Bei großen Leitungslängen im TN-System ist unter Umständen ein RCD erforderlich, um die geforderte Abschaltzeit zu erreichen. Für das TT-System wird ein RCD zur Einhaltung der Abschaltzeit auf alle Fälle erforderlich sein.

### Gesetze und Normen
- DIN VDE 0100-701 Errichten von Niederspannungsanlagen; Anforderungen für Betriebsstätten, Räume und Anlagen besonderer Art; Räume mit Badewanne oder Dusche
- DIN VDE 0100-702 Errichten von Niederspannungsanlagen; Anforderungen für Betriebsstätten, Räume und Anlagen besonderer Art; Becken von Schwimmbädern und anderen Becken